# حرير (مقاطعة دالاهو)
حرير (بالفارسية: حریر) هي قرية تقع في قسم حومة كرند الريفي (مقاطعة دالاهو) في إيران. يقدر عدد سكانها بـ 931 نسمة .